# Franz Brunet
Franz Brunet (* 1. Dezember 1898 in Modosch, Banat, Österreich-Ungarn; † 3. Oktober 1944 in Deutsch-Zerne, Jugoslawien) war ein banatschwäbischer römisch-katholischer Geistlicher und Märtyrer.

## Leben
Franz Brunet machte 1918 am Piaristengymnasium in Temeswar Abitur. Er studierte Theologie in Temeswar und wurde am 25. Juni 1922 von Bischof Julius Glattfelder von Tschanad zum Priester geweiht. Er wirkte in Modosch, Neu-Sanktanna, ab 1925 in Groß-Betschkerek und ab 1927 in Deutsch-Zerne. Er gehörte zu den Freunden von Mathias Lani (1899–1954), des späteren Wohltäters der Donauschwaben. Nachdem er bereits bei Ausbruch des Jugoslawienkrieges 1941 als Geisel nach Peterwardein gebracht worden war, wurde er am 3. Oktober 1944 von den das Dorf Deutsch-Zerne besetzenden Partisanen erschossen.

## Gedenken
Die katholische Kirche hat Franz Brunet als Glaubenszeugen in das deutsche Martyrologium des 20. Jahrhunderts aufgenommen.